# Dan Hennessey
Pour les articles homonymes, voir Hennessey.
Dan Hennessey, né le 11 septembre 1942 à New Jersey et mort le 13 novembre 2024, est un acteur et doubleur canadien.

## Biographie
Dan Hennessey naît le 11 septembre 1942 dans le New Jersey aux États-Unis.
Dan Hennessey meurt le 13 novembre 2024 à l'âge de 82 ans de complications associées à la maladie de Parkinson.

## Filmographie
- 1973 : Hamlet : Claudius, King of Denmark
- 1973 : Music Machine (série télévisée) : Zoo Factory Member (1973)
- 1974 : Dr. Zonk and the Zunkins (série télévisée)
- 1975 : Coming Up Rosie (série télévisée) : Ralph Oberding
- 1975 : Sudden Fury : Al
- 1978 : Three Card Monte
- 1981 : Utilities : Sergeant
- 1983 : Rock & Rule : Dizzy
- 1984 : Heavenly Bodies : Press Conference Reporter
- 1985 : Les Bisounours: le film (The Care Bears Movie) : Brave Heart Lion / Loyal Heart Dog (uncredited) (voix)
- 1985 : Jayce et les Conquérants de la lumière (Jayce and the Wheeled Warriors) (série télévisée) : Audric / Sawtrooper / KO Cruiser
- 1985 : Ewoks (série télévisée) : King Gorneesh (1985-1986) (voix)
- 1986 : Madballs: Escape from Orb! (vidéo) : Slobulus / Bruise Brother (voix)
- 1986 : Les Popples (série télévisée) : Additional Voices (voix)
- 1986 : The Boy in Blue : American Reporter
- 1986 : Mafia Princess (TV) : Doctor
- 1986 : Care Bears Movie II: A New Generation : Brave Heart Lion (voix)
- 1987 : My Pet Monster (série télévisée) : Beastur (voix)
- 1987 : Starcom: The U.S. Space Force (série télévisée) : Maj. Klag (SHADO Starmada) (voix)
- 1987 : Dinosaucers (série télévisée) : Genghis Rex / Plesio (voix)
- 1987 : The Care Bears Adventure in Wonderland : Brave Heart Lion (voix)
- 1987 : Alf (ALF: The Animated Series) (série télévisée) : Sloop, Eggbert Petty (voix)
- 1988 : Police Academy (série télévisée) : Zed, Tackleberry (voix)
- 1988 : AlfTales (série télévisée) : Sloop / Eggbert Petty (voix)
- 1988 : C.O.P.S. (C.O.P.S.) (série télévisée) : Turbo Tu-Tone / Traylor Turbiné Totallinski (voix)
- 1988 : RoboCop (série télévisée) : Voices (voix)
- 1990 : Les Aventures de Tintin ("The Adventures of Tintin") (série télévisée) : Detective Thomson (voix)
- 1985 : The Raccoons (série télévisée) : George Raccoon (1990-1991) (voix)
- 1991 : Hammerman (série télévisée) (voix)
- 1992 : Blazing Dragons (série télévisée) : Sir Hotbreath / Evil Knight 3 (voix)
- 1993 : The Incredible Crash Dummies (TV) : Junkman
- 1995 : Little Bear (série télévisée) (voix)
- 1995 : Space Strikers (série télévisée) : Metallic (voix)
- 1996 : L'Histoire sans fin (Unendliche Geschichte, Die) (série télévisée) : South Wind Giant (voix)
- 1999 : Redwall ("Redwall") (série télévisée) : Ragear (voix)
- 2001 : Scooby-Doo et la Cybertraque (Scooby-Doo and the Cyber Chase) : crétin de lune #2 (voix)
- 2004 : Care Bears: Forever Friends (vidéo) : Brave Heart Lion / Loyal Heart Dog / Good Luck Bear
- 2013: Camp Marécage (Camp Lakebottom): - ???? (voix)